# Gus Mitges
Constantine George "Gus" Mitges (5 février 1919-1er novembre 2009) est un homme politique canadien de l'Ontario. Il est député fédéral progressiste-conservateur de la circonscription ontarienne de Grey—Simcoe de 1972 à 1988 et de Bruce—Grey de 1988 à 1993.

## Biographie
Né à Psili Vrisi dans la région d'Arcadie en Grèce, Mitges arrive à Guelph au Canada à l'âge de 6 ans. Vétérinaire de profession, il entre en politique en tant que membre du conseil scolaire. Il sert aussi comme échevin d'Owen Sound, jusqu'à son entrée en politique fédérale.
Élu en 1972 et réélu en 1974, 1979, 1980, 1984 et en 1988. Il ne se représente pas en 1993.
En 1986, il introduit un projet de loi privé demandant au gouvernement d'amender la Constitution du Canada pour enchasser les droits du fœtus dans l'article 7 de la Charte canadienne des droits et libertés qui entraînerait un limitation de l'accès à l'avortement. La motion est débattue en 1987 et défaite sur un vote de 62 contre 89.
Mitges est président de la Owen Sound Little Theatre et sert comme directeur du Theatre Ontario en 1971. Nommé commandeur grec de l'Ordre du Phénix, il meurt à la Guelph General Hospital (en) à l'âge de 90 ans.